# Тебризская школа миниатюры

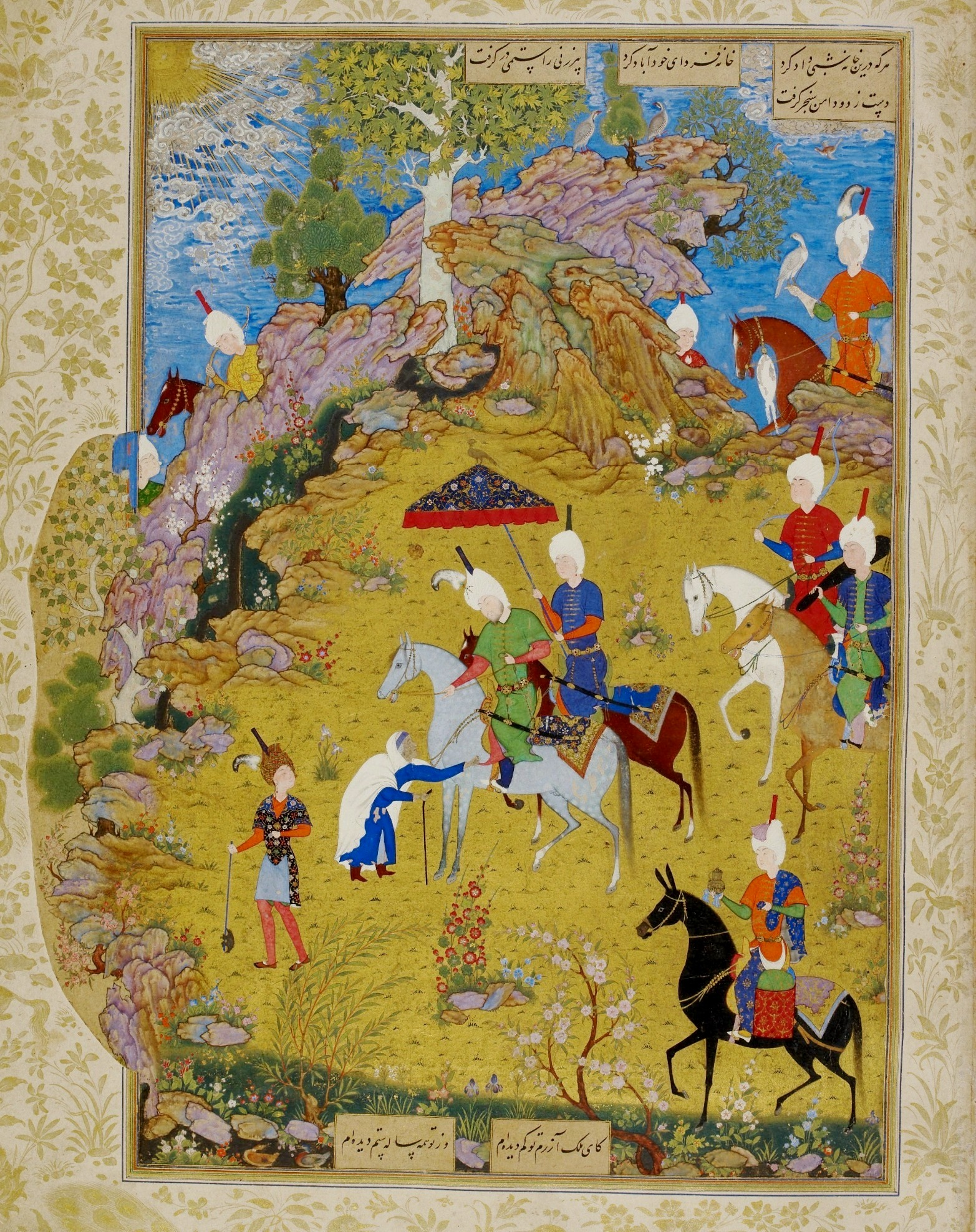
Персидский художник Султан Мухаммед. Султан Санджар и старуха. «Хамсе» Низами. 1539—1543 годы, Британская библиотека, Лондон

Тебризская школа миниатюры — школа персидской миниатюрной живописи, зародившаяся в Тебризе и развивавшаяся в этом городе.
Тебризская школа миниатюры основана во время монгольских ильханов в начале XIV века и была активна до второй половины XVI века. Стиль представляет собой впервые полное проникновение восточно-азиатских традиций в исламскую живопись. Миниатюры Тебризской школы создавались и в дальнейшем, в XIV—XV вв. при правлении Тимуридов, а затем Кара-Коюнлу и Ак-Коюнлу.
Но периодом расцвета Тебризской школы считается XVI век, время правления династии Сефевидов. Когда Сефевиды пришли к власти в начале XVI века, Исмаил I привёл в Тебриз мастера Гератской школы Бехзада, и Тебризская школа была возрождена с радикальным изменением стиля. Яркими представителями Тебризской школы в этот период были такие художники, как Султан Мухаммед, Ага Мирек, Музаффар Али, Мирза Али, Мир Сеид Али и др.
Миниатюры на отдельных листах, не связанные книгой, создавались благодаря особенным закономерностям живописи, органически входя в синтез декоративных достоинств переплёта средневековых книг, изящной графики письма и узорчатых орнаментов. На многих миниатюрах Тебризской школы изображены бытовые сцены, сцены из придворной жизни, а также сюжеты и образы героев поэтических произведений классиков персидской литературы Низами Гянджеви, Фирдоуси, Саади, Хафиза, Амира Хосрова Дехлеви, а также Навои, Джами и других писателей.

## XIV век
Ранние работы Тебризской школы характеризуются светлыми, лёгкими мазками, более мягкой (по сравнению с яркой персидской) расцветки, попытками создать иллюзию пространственности. Примером может служить изображение (датированное 1330—1340 гг.) из книги «Шах-наме» персидского поэта Фирдоуси, хранящееся в Метрополитен-музее. Иллюстрация похорон Исфандияра передаёт печаль, не характерную персидскому искусству. В технике, принесённой монголами в Центральную Азию, пространство и глубина достигаются путём размещения большого количества фигур на различных уровнях, одного над другим. Позднее, изображение того же текста (1380 года), хранящееся в кембриджском Музее Искусств, показывает стадию созревания Тебризской школы.
Изображение сцены, где сасанидский князь Бахрам Гур убивает волка, выполнено искусными оттенками и напоминает месопотамскую живопись. Попытка изображения трёх измерений весьма успешна, как и сочетание торжественной символики и реалистичных деталей.
Тебризская школа достигла своего апогея после победы над ильханами Тимуридов (1370—1506). Школа продолжает действовать в этот период, хотя её уже отодвигают на задний план школы Шираза и Герата.

### Рукописи

#### «Джами ат-таварих»

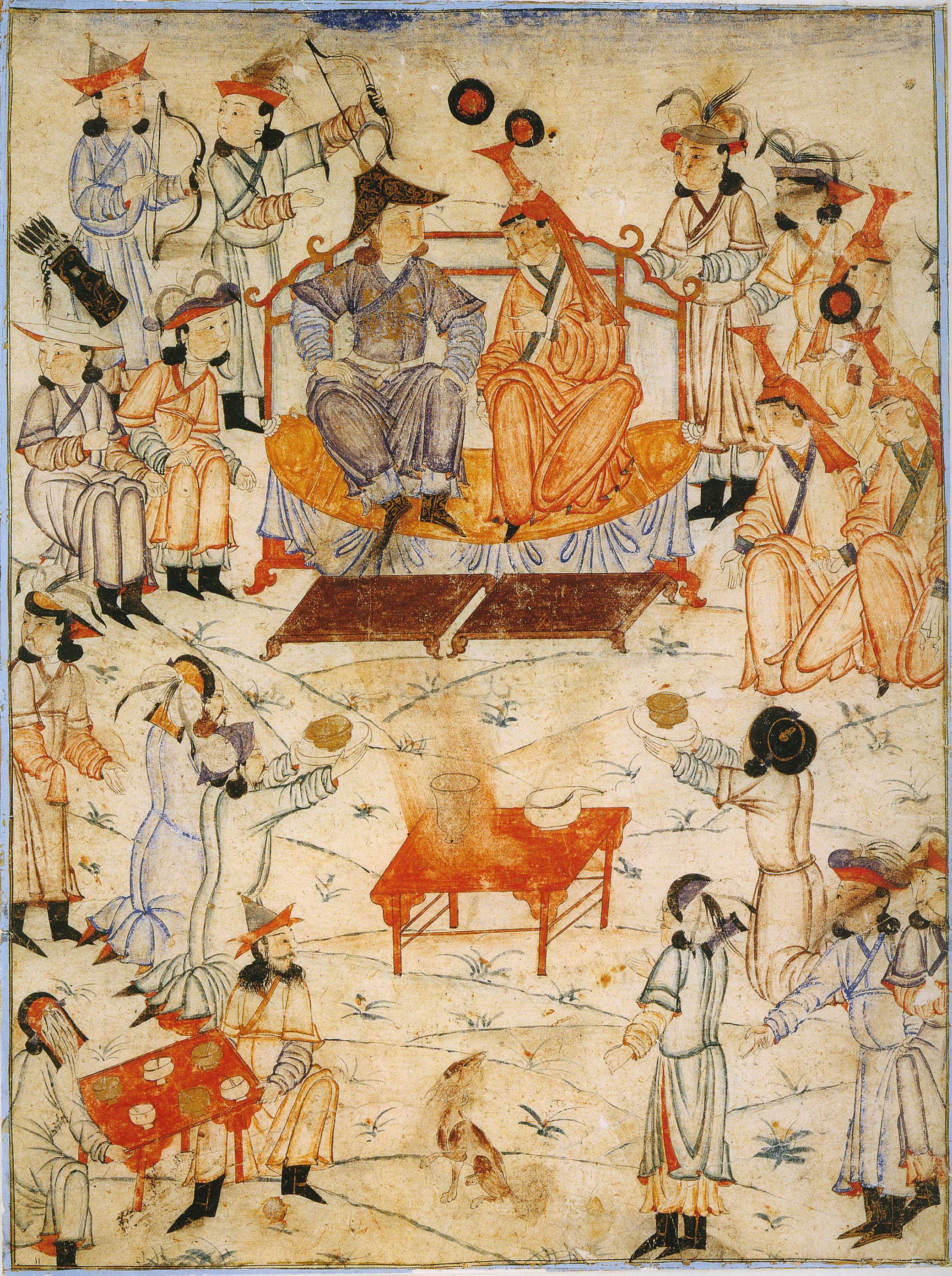
Празднование при дворе. Миниатюра из рукописи «Джами ат-таварих» Рашид ад-Дина. Тебриз

Персидские миниатюры манускриптов к «Джами ат-таварих», использовавшихся Рашид ад-Дином в мастерских тебризской библиотеки, дают представление о живописи начала XIV века. 1306 годом датирован один из списков, хранящийся в Эдинбургском университете, другой же, датируемый 1314 годом, принадлежит Азиатскому обществу в Лондоне.
Иллюстрации посвященного истории монгольских и тюркских племен первого тома произведения «Джами ат-таварих» представляют особый интерес. В них изображены сцены общественного
и личного быта, передан типаж, одежда и вооружение того времени. В листах с изображением монгольских воинов благодаря яркой образной характеристике можно ощутить мощь грозной кавалерии кочевников, красоту её строя, стремительный бег коней. Большой интерес представляют сцены библейской истории: беседа Авраама со странниками, разрушение Самсоном храма филистимлян, переход евреев через Красное море и др.
Действующие лица же этих событий представлены в современных художнику костюмах и бытовой обстановке (начала XIV века). В стиле отражается сильное дальневосточное влияние, так как в госпитале, созданном Рашид ад-Дином в Тебризе, работали выдающиеся врачи, из Индии, Китая, Египта и Сирии, которые обучали своему искусству нескольких молодых людей.
Такая система обучения молодежи иноземными художниками, среди которых могли быть уйгуры и китайцы существовала и в китабхане — мастерских по изготовлению рукописных книг. В графичной манере исполнения также усматривается дальневосточное воздействие. «Китаизмы» ощутимы в изображении людей и животных.
В передаче пейзажа («Индийские горы», «Горы на пути в Тибет», «Дерево Будды») и архитектуры также чувствуются воспринятые тебризскими художниками приёмы китайской живописи.
Элементы архитектуры покрывались богатым орнаментом, а кладки драпировок трактовали как ритмичный узор. Здания снаружи и интерьер помещений изображались с применением перспективных построений. Архитектурный стаффаж выглядит условноплоскостно.

#### «Большое тебризское Шахнаме»
Миниатюры тебризского «Шахнаме» — выдающегося памятника персидско-таджикской литературы, дают представление о дальнейшем развитии тебризской школы персидской живописи. 58 листов этого манускрипта на сегодняшний день находятся в музеях и частных собраниях Франции, Англии, США, Канады. Миниатюры этой рукописи «Шахнаме» были выполнены в тебризских художественных мастерских в XIV веке. Первоначально Э. Блоше и А. Сакисьян отнесли их к самому началу XIV века. После лондонской выставки 1931 года Л. Биньон, Дж. Уилкинсон и Б. Грей в сводном труде о персидской живописи, предложили 30—40-е годы XIV века считать временем создания миниатюр.
Художественные произведения сюжетно и образно связаны в единый цикл. Миниатюры удлинённые по горизонтали или по вертикали, близкие к квадрату. Иногда они вписаны в ступенчатую раму. Здесь изображены придворные сцены, сцены охоты и поединки богатырей, в также такие драматические события, как оплакивание умерших, погребение и т. п.
Бретаницкий и Веймарн так описывают миниатюру с изображением пленённого парфянского царя Артабана перед сасанидским царём Арташиром: «среди ярких красочных пятен выделяется светлая одежда пленного царя, его понурая поза, скорбное бледное лицо. Остро охарактеризованы хищные физиономии его стражи — средневековых профессиональных воинов. Торжество и любопытство написано на лицах подъезжающих слева Арташира и его многочисленной свиты».

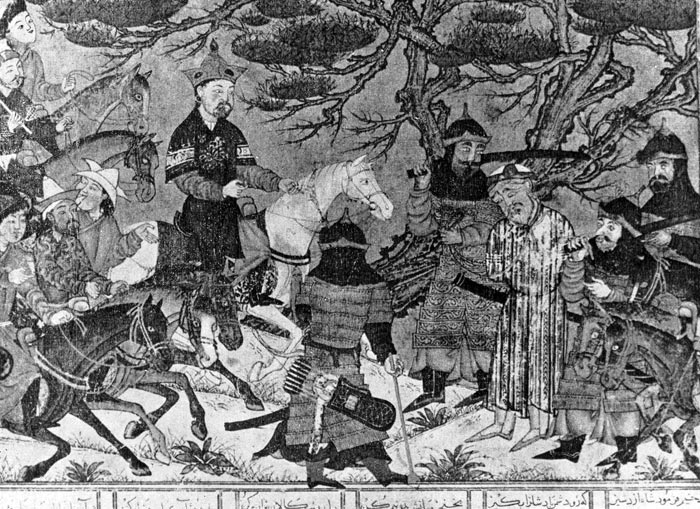
Пленный парфянский царь Артабан перед сасанидским царём Арташиром
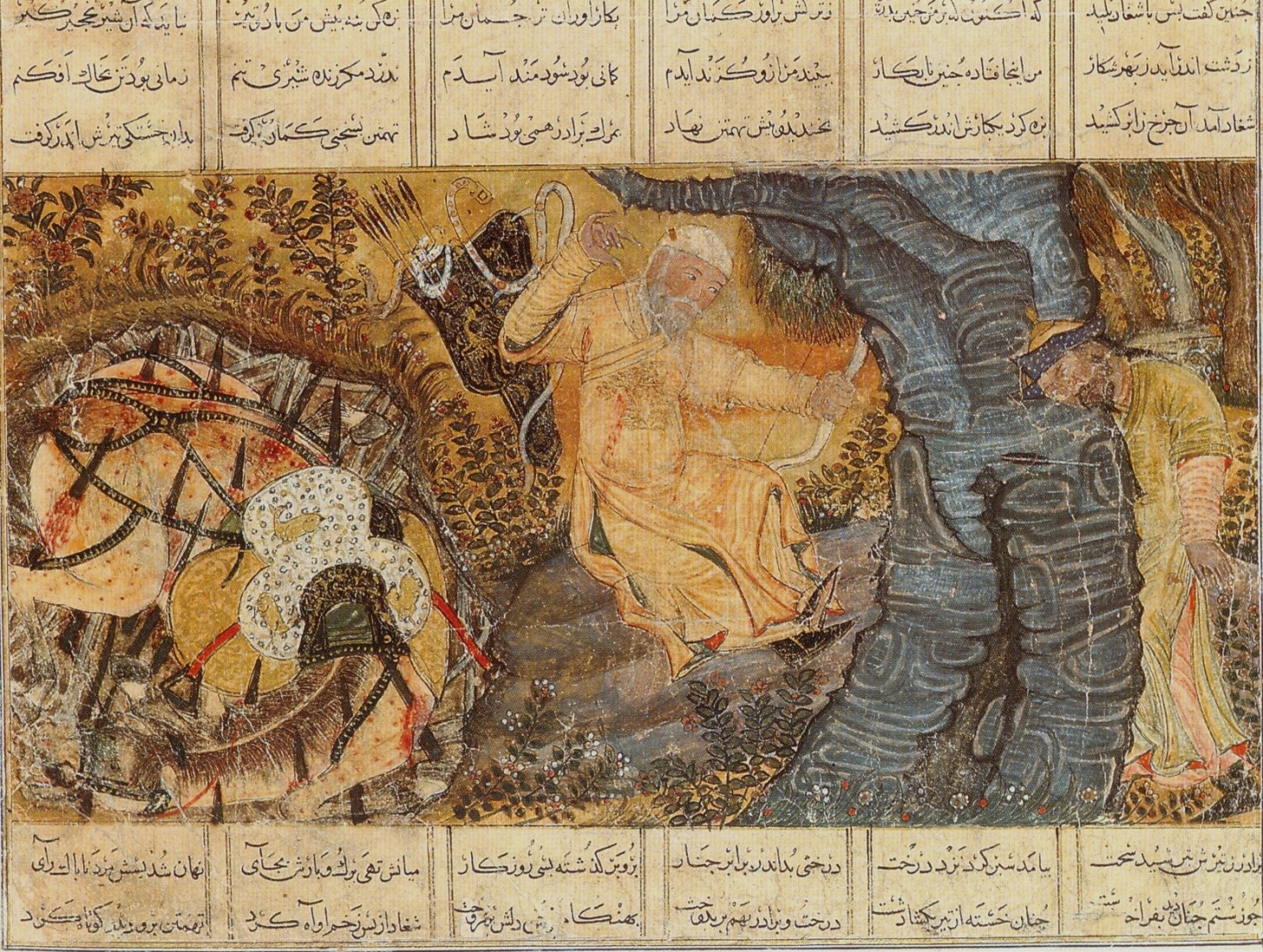
Смерть Рустама и его коня Рахша

#### «Калила и Димна»
Ко второй половине XIV века относят персидские рукописи
тебризской школы «Калилы и Димны» из Стамбульского университета, датируемые 1360—1374 годами. Фигуры и лица людей напоминают персонажей из Большого тебризского «Шахнаме». Согласно А. С. Бретаницкому и Б. В. Веймарну «художник подробно изображает обстановку помещения, ниши, заставленные посудой, узорную декорацию стен. Некоторые предметы видны в ракурсе, что создает ощущение глубины. Примечательны пейзажные мотивы. На одном из листов иллюстрация к сказке о царе обезьян и черепахе составлена как бы из двух расположенных один над другим кадров. Голубовато-серые изогнутые стволы больших деревьев, контуры которых словно написаны тушью, громоздящиеся друг на друга позеленевшие от мха скалы, гроздья оранжево-красных плодов, похожие на орнамент волны на поверхности воды, а также темная синева неба сливаются в целостную, как узор, пейзажную композицию».

#### «Шахнаме» из дворца Топкапы
Манускрипты тебризского «Шахнаме» из дворца Топкапы в Стамбуле, датируемым 1370 годом, эпохой правлении Джалаиридов, украшены художниками, обладающими мастерством и внёсшими в живопись много свежего. Бретаницкий и Б. В. Веймарн так пишут, что в миниатюрах «горный пейзаж со скалами, поросшими лесом, и белые облака на небе служат фоном для пестрой фигурки фантастической птицы — симурга, несущего в лапах младенца Заля. В исполнении миниатюры еще довольно сильно влияние приемов дальневосточной живописи. Очень интересна миниатюра, изображающая Заля, который, охотясь на птиц, привлек внимание служанок Рудабе. Динамичный узор голубых волн реки, по диагонали пересекающей лист, вносит в композицию миниатюры не только движение, но и ощущение пространства: берег, на котором стоят Заль и его слуги, воспринимается, как первый план; сад по ту сторону реки, где видны фигуры женщин, — как удаленный. Яркая зелень и пестрые цветы на кустах и деревьях, земля, написанная охристо-желтой краской и золотом, а также синева реки образуют красочный фон, на котором декоративными пятнами выделяются фигуры людей в богатых разноцветных одеждах. Декоративно решены и некоторые батальные сцены этой рукописи: фигурки всадников в блещущих золотом доспехах заполняют
поляны, обрамленные деревьями и уступами скал».

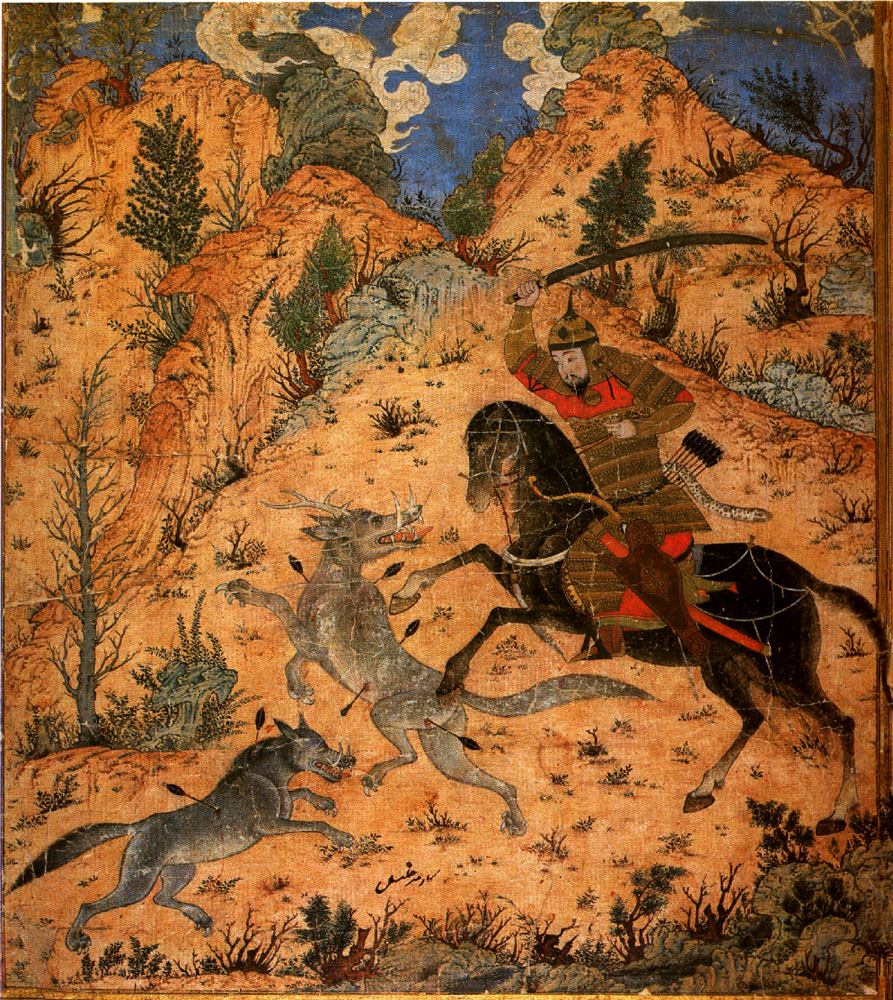
Битва Исфандияра с волками
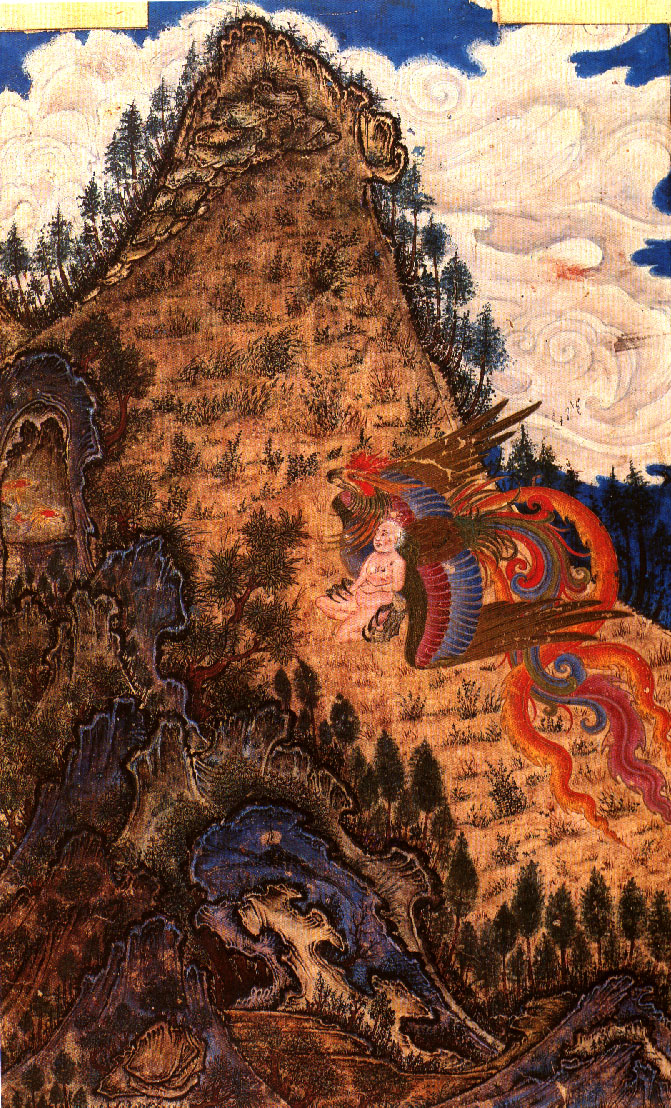
Похищение Заля Симургом
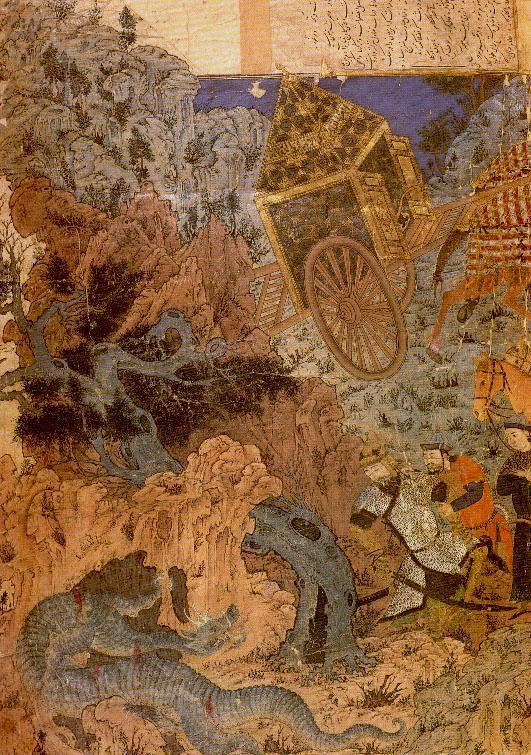
Искендер и волки
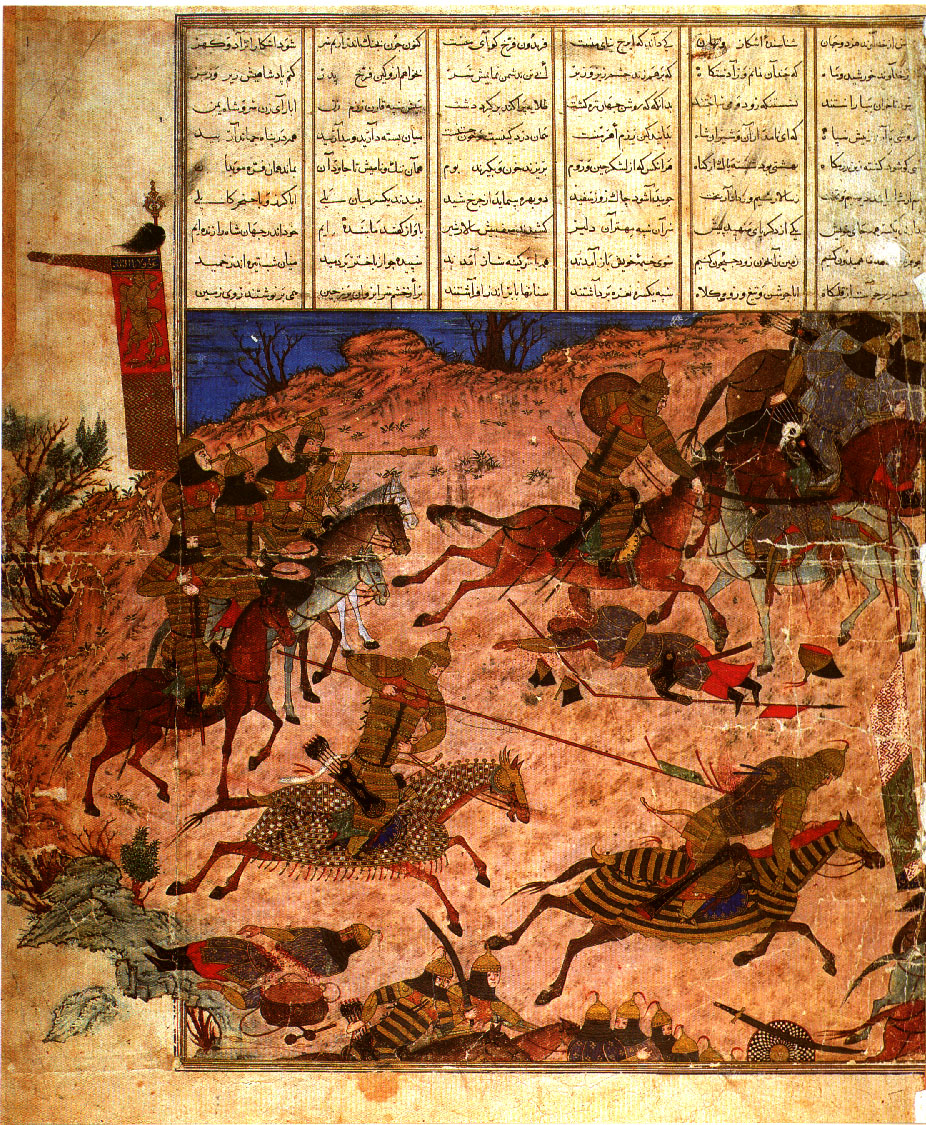
Минучихр убивает отступающих туранцев

## XV век
Наряду с архаической тенденцией в тебризской миниатюре начала XV века можно наблюдать новые явления, свидетельствующие о том, что художники средневекового иранского Азербайджана, наряду с миниатюристами Багдада, Шираза, Герата и других крупных городов, также внесли свой вклад в сложение так называемого «тимуридского стиля живописи».
Ряд тебризских художников ещё в начале столетия был привлечён в придворную гератскую мастерскую Байсонкура — сына и везиря Шaxpyxa, а Пир Сейид Ахмед Тебризи стал учителем знаменитого гератского живописца Камал ад-Дина Бехзада.
К середине XV века сложился «туркменский» стиль миниатюры, распространённый на территории тюркских государств Кара-Коюнлу и затем Ак-Коюнлу. Многие миниатюры этого стиля исполнялись не только в Тебризе, но и в некоторых других средневековых городах, располагавшихся на территории современного Азербайджана, среди которых можно выделить Шемаху — столицу государства Ширваншахов.
Следы ставшей уже архаической традиции, созданной художниками, работавшими в начале XIV века в мастерских Рашид ад-Дина, наблюдаются и в миниатюрах бакинского художника XV века Абдуль-Баги Бакуви.
На рубеже XV и XVI веков в живописи Тебриза намечаются художественные качества, легшие в основу её дальнейшего развития.

### Рукописи

#### «Диван» Султана Ахмеда Джалаирида

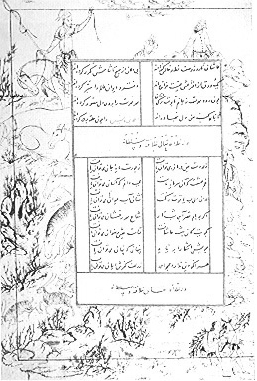
Лист из рукописи «Диван» Султана Ахмеда Джалаирида. 1405—1410

Американский искусствовед Э. Грубе относит к тебризским по происхождению и рукопись «Диван» Султана Ахмеда Джалаирида, переписанную в начале XV века (1405—1410) и хранящуюся в галерее Фрир в Вашингтоне.
Рисунки размещены на широких полях листов рукописи по сторонам текста и превосходно украшают манускрипт. Миниатюры содержат разнообразные сельские сцены. Изображены пастухи, люди, несущие вязанки хвороста, женщины с детьми, старики, а также домашние животные: лошади, горбатые зебу, длиннорогие козы. В исполнении рисунков чувствуется лёгкий штрих темной коричнево-чёрной краски с сине-голубым. Редко встречаются красные детали. В передаче элементов пейзажа, изображении людей и животных легко можно усмотреть «китаизмы».

#### «Джами ат-таварих» 1410—1415 годов
Эта рукопись происходит из Ардебиля и хранится ныне в Парижской Национальной библиотеке. Возможно она была исполнена в Тебризе. Как сообщают Бретаницкий и Веймарн, «стиль миниатюр примитивен. Несложные симметричные композиции населены грубовато исполненными статичными фигурами людей, больше динамики в изображениях животных; пейзаж (поляны, скалы) передан условно, плоскостно».

#### «Хосров и Ширин» 1405—1410 годов

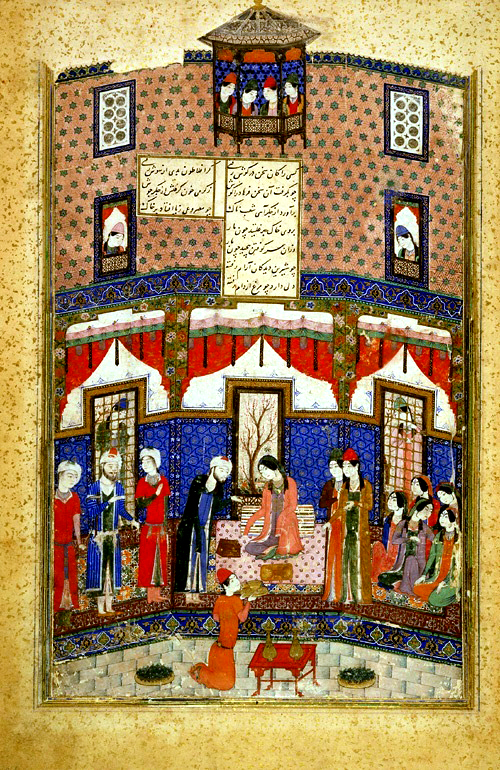
Фархад предстает перед Ширин. Миниатюра
из рукописи «Хосров и Ширин» Низами. 1405—1410

Тебризской является рукопись Низами «Хосров и Ширин» 1405—1410 годов, хранящаяся также в галерее Фрир в Вашингтоне. Бретаницкий и Веймарн в своём труде отмечают, что «пять миниатюр рукописи исполнены в стиле, характерном для раннетимуридского времени. В сцене, изображающей Фархада, приведенного к Ширин, передано пространство высокого зала; фигуры людей размещены группами в разных планах; многоярусная композиция насыщена деталями обстановки и архитектурного убранства. Образный строй миниатюры проникнут декоративными ритмами чередования линий и красочных пятен. Интересны также миниатюры, изображающие Ширин, посетившую Фархада на горе Бисутун, приезд Хосрова в замок Ширин, а также традиционный сюжет: Хосров восхищается при виде купающейся Ширин. При всей живости изображенных сцен, в их исполнении еще много примитивного: фигуры людей несколько связаны в своих движениях, подчас грубоваты, в передаче пейзажа (полян, деревьев, скал и горных уступов) преобладает плоскостная условная трактовка, а в изображении архитектуры — передача узорной облицовки стен. Все это говорит о ранней стадии нового художественного стиля».

#### «Хамсе» 1481 года
О развитии тебризской школы миниатюры в конце XV и начале XVI века свидетельствует несколько манускриптов, к которым относится и рукопись «Хамсе» Низами Гянджеви 1481 года, хранящаяся в Стамбуле, в музее дворца Топкапы. Эту рукопись украшали миниатюрами несколько художников, один из которых наделял изображения людей чертами реалистической выразительности. На одной миниатюре удивительно живо передан диалог Искандера и пастуха. Интересны и изящные, слегка вытянутые женские фигуры, как в миниатюре, изображающей Искандера у Нушабе.

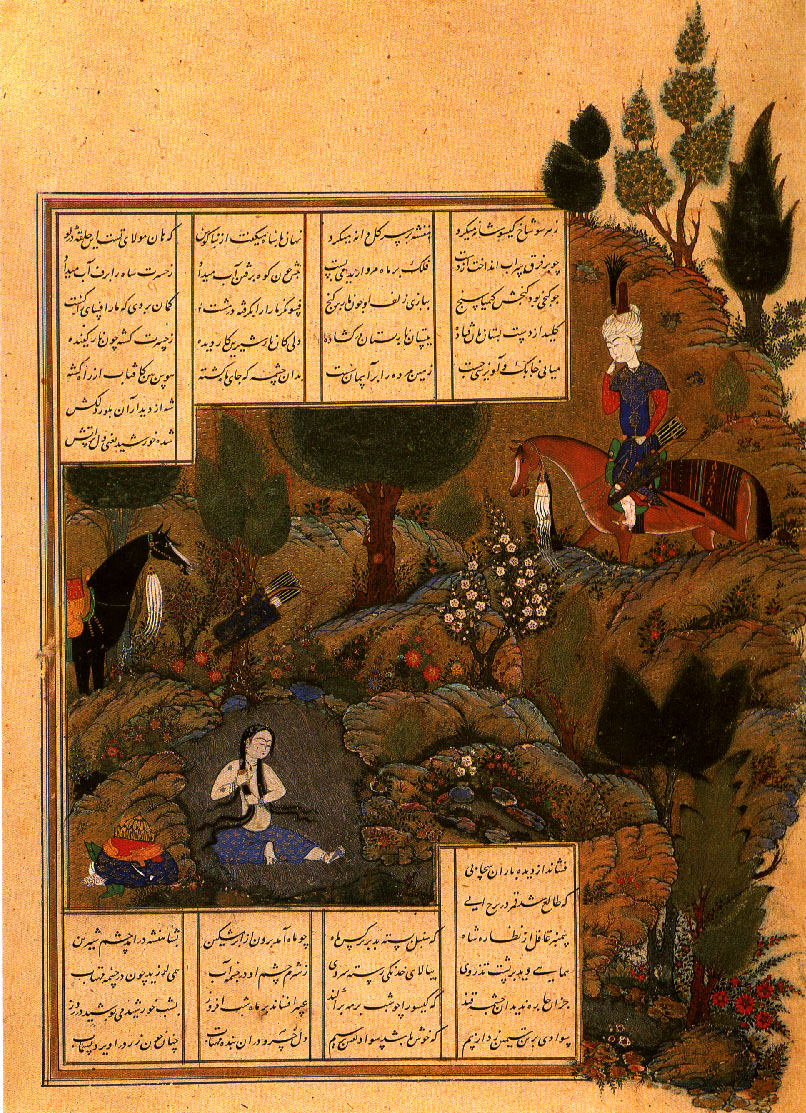
Хосров видит купающуюся Ширин
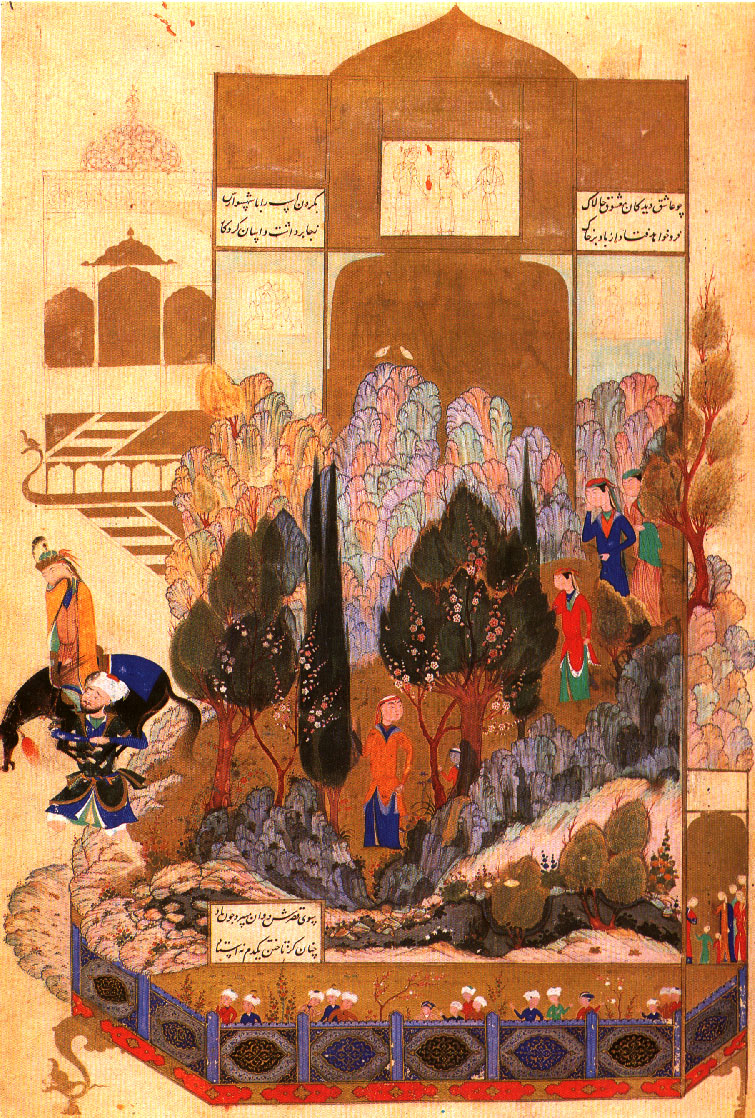
Фархад несёт Ширин на плечах
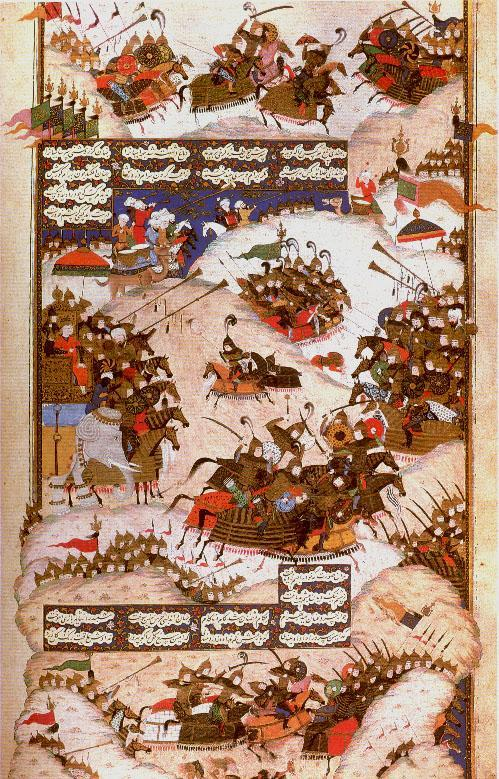
Битва Хосрова с Бахрамом Чубином
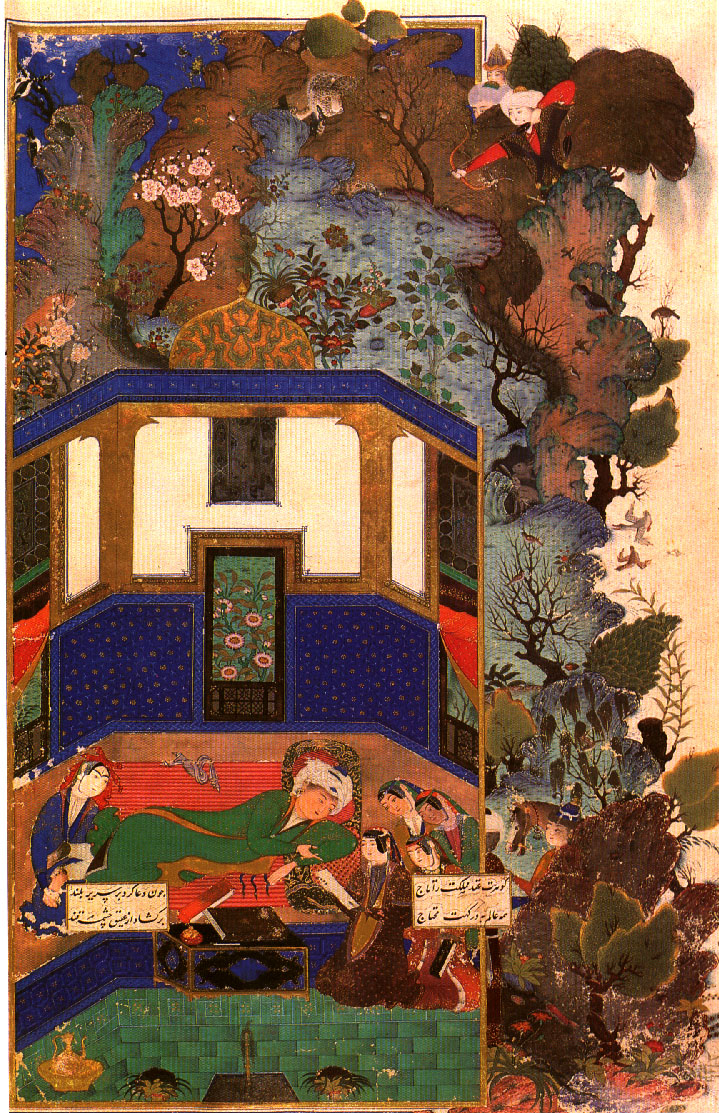
Бахрам Гур в Зелёном Павильоне

## XVI век
Шестнадцатый век стал периодом высокого расцвета особенно для тебризской миниатюры. Тебриз стал столицей государства Сефевидов. Оживилась торговля со странами Востока, русским государством и Западной Европой. Рост уровня и ремесла дал толчок для развития художественных промыслов. Кроме того на работы художников того времени влияли и вкусы верхних слоёв феодального общества.
В библиотеках — «китабхане» работали лучшие каллиграфы, художники-миниатюристы, а также специалисты по орнаментации, по золочению и переплету книг. Так указом шаха Исмаила, слывшего незаурядным поэтом, при дворе которого происходили литературные и музыкальные собрания — меджлисы, в 1522 году Камал ад-Дина Бехзад был назначен начальником придворной библиотеки. Сын и наследник Исмаила Тахмасп I также увлекался живописью и каллиграфией. Его учителем был Султан Мухаммед. Именно к началу правления Тахмаспа I, то есть к середине 1520-х годов и относятся лучшие миниатюры.
На развитие Тебризской миниатюры наряду с местной художественной традицией оказывали влияние и достижения гератской школы тимуридской миниатюры. Широко были распространены миниатюры с изображением сюжетов из поэтических произведений Фирдоуси, Низами, Хафиза и других классиков восточной литературы. Художники того времени представляли людей и события в знакомой им среде, и наполняли свои произведения трепетом окружавшей их жизни. Фигуры людей заметно отличались друг от друга, а цвета сортировались в удивительно тонких оттенках.
Историю тебризской миниатюры на рубеже XVI—XVII веков завершает творчество Садиг-бека Афшара. При шахе Исмаиле II он работал в шахской библиотеке Казвина, а при шахе Аббасе I он возглавил библиотеку Исфахана. Тенденции, характеризующие творчество Садик-бека указывают на начало перелома, приведшего в последующие столетия к сложению искусства нового типа. А после переезда двора Сефевидов из Тебриза, школа приходит в упадок, и центром живописи в Иране становятся школы Казвина и Исфахана.

### Рукописи

#### «Шахнаме» 1524 года
Она хранится в Петербургском отделении Институте востоковедения. Переписал рукопись каллиграф Мухаммед Харави в Тебризе. Она украшена 27 миниатюрами. Миниатюра изображающая сцену поединка Пирана с Гударзом так описывается в труде Бретаницкого: «фигуры спешившихся богатырей изображены крупно; их позы полны движения, лица выразительны. В смелом ракурсе представлен поверженный конь Пирана. В колорите миниатюры преобладают темные зеленые и синие тона, на фоне которых вспыхивают красные, оранжево-желтые пятна и золото».
Люди на многих миниатюрах одеты в яркие одежды и тюрбаны с «сефевидскими» узорами. Это наглядно видно на миниатюре «Искандер отправляется за живой водой», которая так описывается в труде Бретаницкого: «фантастика поэтического образа созданного Фирдоуси, выражена здесь не только сюжетом, но в еще большей степени звучными красками, ритмом разноцветных фигурок всадников, сидящих на разномастных лошадях, контрастным сочетанием желтых, зеленых, синих и сиреневых тонов в пейзаже, изображающем поляну, окруженную уступами скал». Некоторые миниатюры «Шахнаме» 1524 года напоминают по стилю ширазские миниатюры, другие же близки к гератским. Над ними трудились несколько художников.

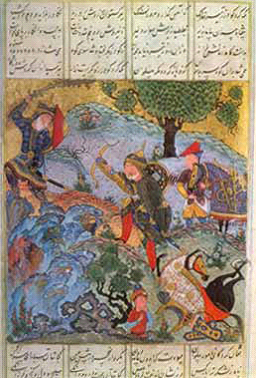
Поединок Пирана с Гударзом
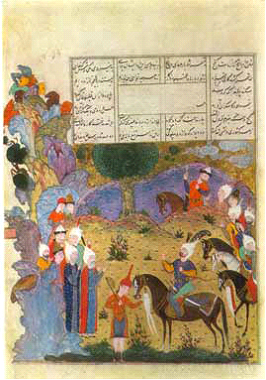
Искандер отправляется за живой водой

#### «Мяч и клюшка»

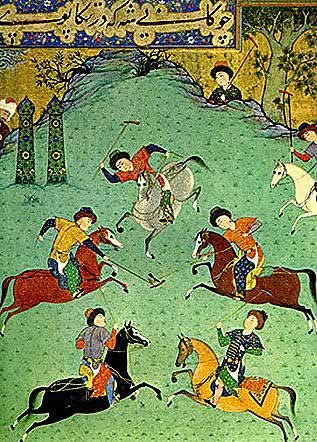
Игра в поло. Миниатюра из рукописи «Мяч и клюшка» Арифи

Миниатюры этой рукописи Арифи создавались в тебризской китабхане в 1524—1525 году. Ныне она хранится в Российской национальной библиотеке им. М. Е. Салтыкова-Щедрина в Санкт-Петербурге. Каллиграфом манускрипта является Тахмасп I. Украшали же рукопись лучшие художники придворной мастерской. Миниатюры не подписаны и имена художников не известны. Несколько миниатюр изображают игру в поло. Художник использовал традиционный мотив лужайки, покрытой, словно штрихами, кустиками трав и обрамленной холмами и деревьями. В резком ракурсе изображены скачущие фигуры лошадей. Размахивающие клюшками всадники образуют замкнутую композицию. Ощущается стремительное их движение и напряженная борьба за мяч. Вдали за пределами лужайки видны зрители.
Густые краски выполнены тонкой кистью, благодаря чему чётко нарисованы лица и одежда персонажей.
Колорит миниатюры «Дервиш спасает газель» более светлые. Художник стремился передать душевное состояние человека. Интересна также миниатюра «Дервиш с разбитым мячом».

#### «Шахнаме» 1526—1527 годов
Она принадлежит А. Хаутону (США). Ею некоторое время владел Э.Ротшильд и она не была доступна для изучения. На выставке 1912 года в Париже с нею ознакомился Ф. Мартин и воспроизвел в своей книге 8 миниатюр. Он датировал их 1537 годом. В 1959 году рукопись перешла к Хаутону. Часть миниатюр тот передал в Музей Метрополитен в Нью-Йорке. Сейчас исследователи основываясь на дате из одной миниатюры определяют время создания этой рукописи 1526—1527 годами. Исследователи судя по подписям на миниатюрах предполагают, что над ними работали такие художники как Султаном Мухаммедом, Ага Мирек, Музаффар Али, Мирза Али, Мир Мусаввир, Мир Сеид Али и др.
Из 285 миниатюр, украшающих страницы рукописи до нас дошли лишь 30. Тебризские художники под влиянием гератской школы, опираясь на художественные традиции, восходящие к первому расцвету тебризской миниатюры в XIV века использовали приемы и «туркменского стиля». Некоторые миниатюры выполнены Султаном Мухаммедом. Одну из них под названием «Тахмурас побеждает дивов» согласно Бретаницкому и Веймарну «отличает гармония красок и композиции, фантазия художника в изображении сказочных дивов, а также его поразительное умение передавать движения людей и животных, представленных в живых поворотах и различных ракурсах. Это произведение говорит о высоком мастерстве и своеобразии творческого кредо создавшего его художника».

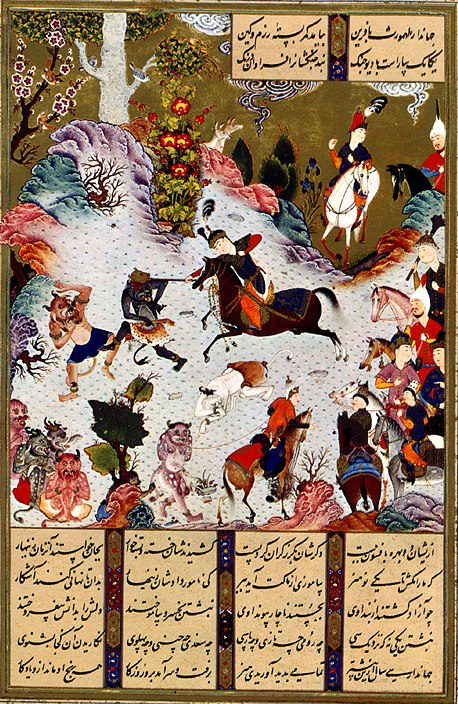
Султан Мухаммед. Тахмурас побеждает дивов
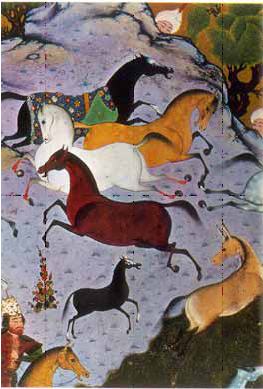
Музаффар Али. Рустам преследует Аквана. Фрагмент
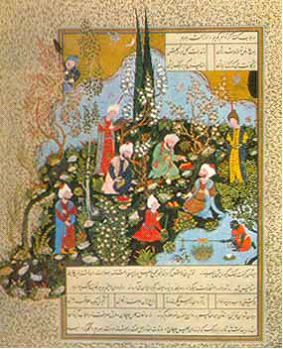
Ага Мирек. Фирдоуси среди поэтов Газни.
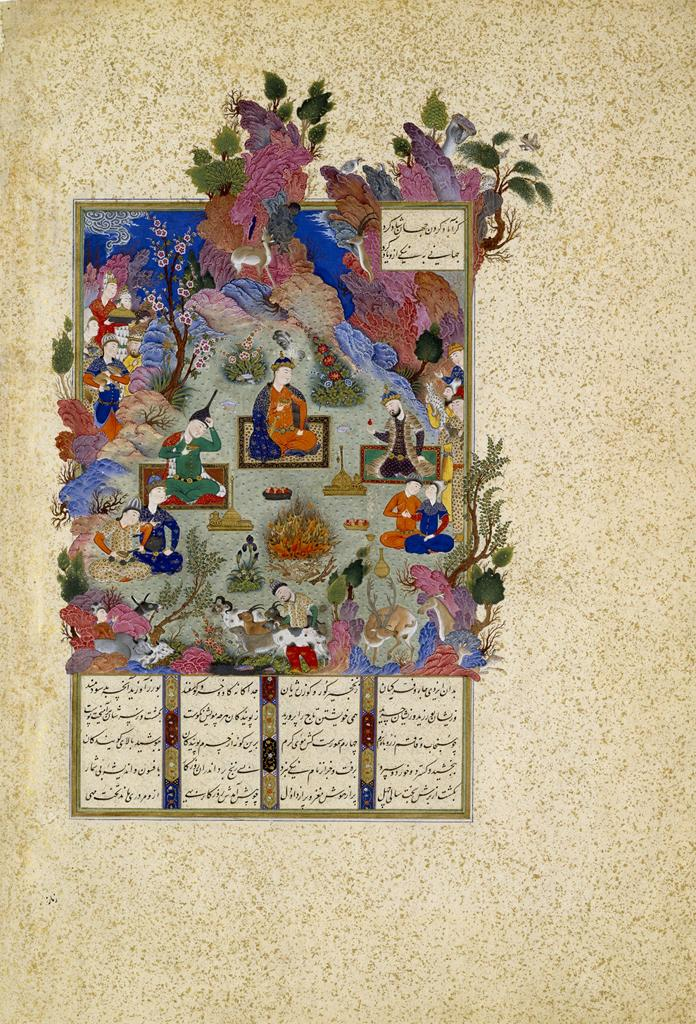
Султан Мухаммед. Пир

#### «Хамсе» 1539—1543 годов
Сюжеты поэм Низами предоставили персидскую миниатюрную живопись обилие творческого материала, его «Хамсе» вместе с «Шахнаме» Фирдоуси, являлось наиболее часто иллюстрируемом литературным произведением.
Рукопись «Хамсе» Низами Гянджеви, хранящейся в Британском музее в Лондоне относится к 1539—1543 годах в тебризской китабхане для шаха Тахмаспа I. Украшенные узором широкие поля страниц рукописи выполненным золотом. Убедительно звучат слова переписавшего
её каллиграфа Шах-Махмуда Нишапури, начертавшего На одной из страниц рукописи переписавшего её каллиграфом начертано: «Око времени никогда не видело подобного этому!» Рукопись украшали миниатюрами такие художники как Султан Мухаммед, Ага Мирек, Мир Мусаввир, Мирза Али, Мир Сеид Али и Музаффар Али.

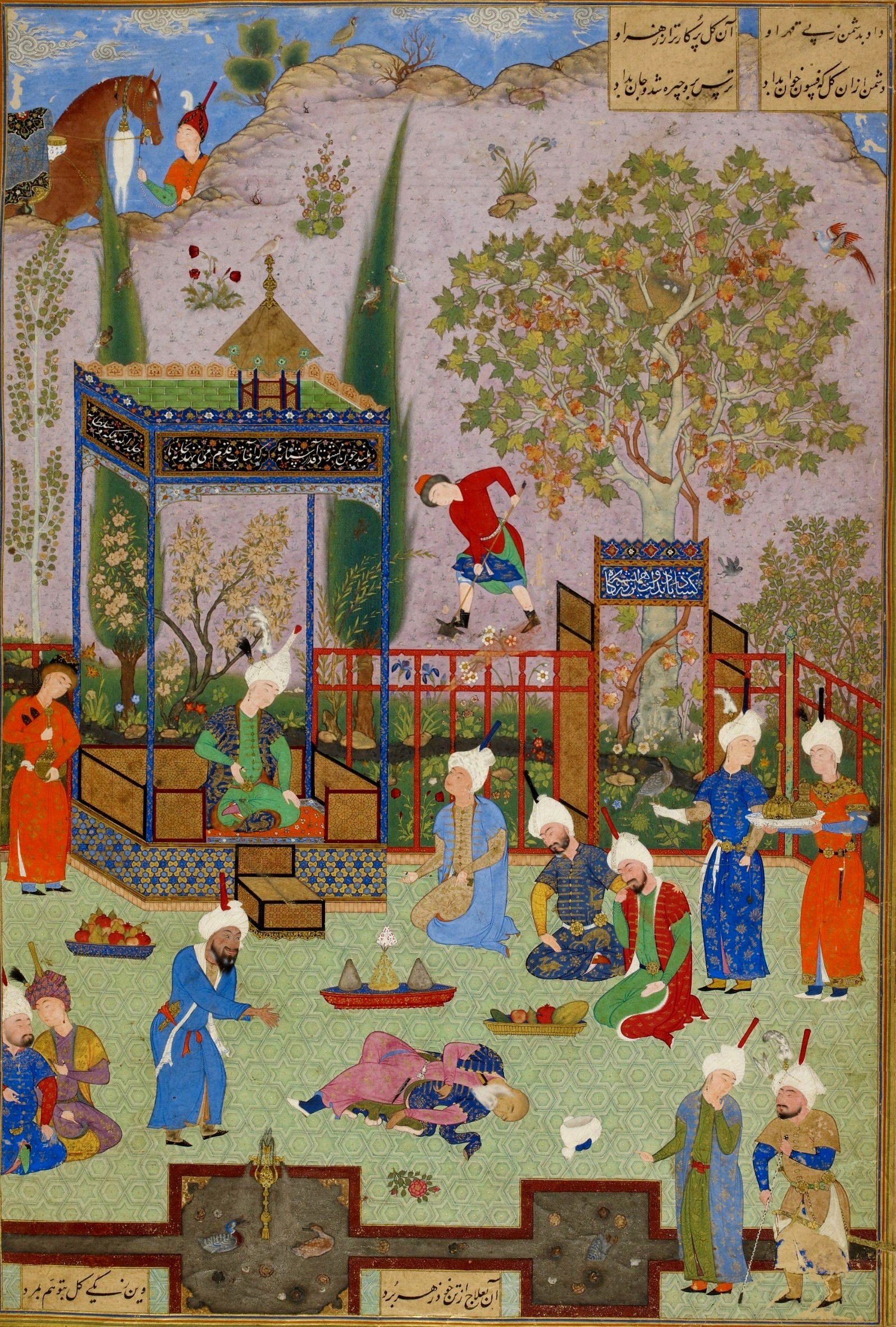
Ага Мирек. Спор двух врачей. Сокровищница тайн
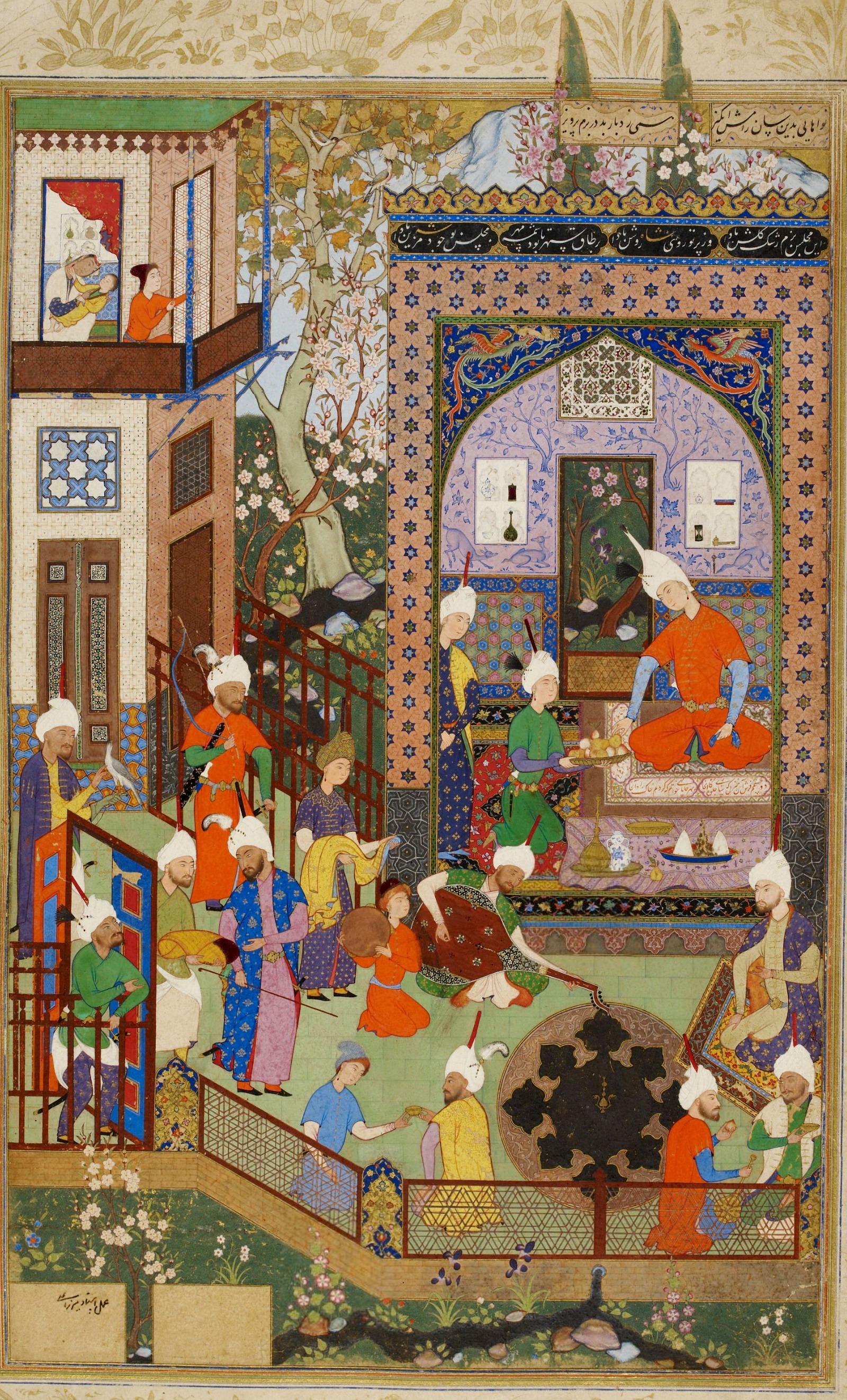
Мирза Али. Хосров слушает музыку Барбада. Хосров и Ширин
Мирза Али. Шапур показывает Ширин портрет Хосрова. Хосров и Ширин
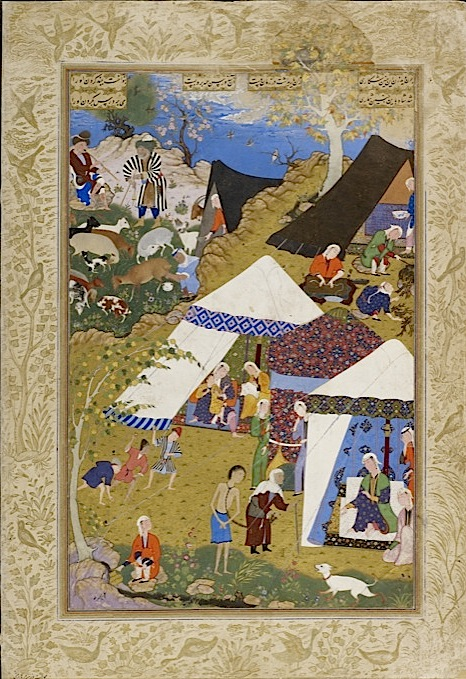
Мир Сеид Али. Меджнун у палатки Лейли

## Позднейшее влияние
Тебризские миниатюры упоминаются в романе Орхана Памука «Имя мне — Красный».